# Турия (Волынская область)
Турия (укр. Турія) — село в Турийской поселковой общине Ковельского района Волынской области Украины.
До 2020 года входило в Турийский район.
Код КОАТУУ — 0725583103. Население по переписи 2024 года составляет 91 человек. Почтовый индекс — 44841. Телефонный код — 3363. Занимает площадь 0,745 км².